# Mohsen Mahmalbaf
Mohsen Mahmalbaf (perzijsko محسن مخملباف) iranski filmski režiser, igralec, scenarist in pisatelj * 29. maj 1957 Teheran, Iran.
Trenutno je direktor Azijske Filmske Akademije. Njegovi filmi so prikazani na vseh pomembnih filmskih festivalih v zadnjih desetih letih. Je dobitnik šestindvajsetih nagrad za filmske dosežke na pomembnih festivalih.
Njegov film Kandahar (Safar-e Ghandehar) je bil izbran za enega najboljših filmov vseh časov leta 2001 v reviji Time Magazine (100 najboljših filmov vseh časov).

## Filmografija
- 1985: Bojkot
- 1986: Ulični prodajalec
- 1987: Kolesar
- 1988: Poroka Blaženih
- 1990: Čas za ljubezen
- 1990: Noči na Zayande Rud-u
- 1991: Nasredin Šah
- 1993: Igralec
- 1994: Zdravo Kino
- 1995: Gabe
- 1995: Kruh in cvetlični lonček
- 1997: Tišina
- 1999: Test demokracije
- 2001: Kandahar
- 2002: Afganska abeceda
- 2004: Ponedeljkova tržnica
- 2005: Hladnejše od ognja
- 2005: Spolnost in filozofija
- 2005: Stol
- 2005: Smetarski pesnik
- 2006: Krik Mravelj